# Noir Canada
Ne doit pas être confondu avec Le Livre noir du Canada anglais ou Communautés noires au Canada.
 (juin 2019).
 (juin 2021).
Noir Canada : pillage, corruption et criminalité en Afrique est un ouvrage de synthèse et d’analyse sur les activités des sociétés canadiennes en Afrique écrit par Alain Deneault en collaboration avec Delphine Abadie et William Sacher, membres du Collectifs ressources d'Afrique, aux éditions Écosociété.
Ont aussi contribué à la recherche et à son élaboration : Pierrette Abadie, Adrien Beauduin, Claire Gauthier, Frantz Gheller, Chowra Makaremi et Caroline Mouette. Publié en avril 2008, le livre contient 352 pages.
L'ouvrage dénonce les abus commis par des multinationales canadiennes en Afrique en matière de criminalité économique, de destruction de l'environnement, de déplacements forcés ou encore de financement occulte de guerres civiles. Noir Canada évoque la spécificité du Canada, en tant que législation à partir de laquelle de nombreuses sociétés du secteur extractif opèrent à travers le monde.
Les auteurs du livre ont fait un exercice de mise en commun et de dialogues. Toutes les sources utilisées sont scientifiques et tirées de recherches publiques.
Par son titre, le livre fait explicitement référence à l’œuvre de l'africaniste français François-Xavier Verschave et à son ouvrage Noir Silence.

## Sujet
Noir Canada rend compte des abus commis par les sociétés minières canadiennes en Afrique.
L'ouvrage tente de démontrer six grandes thèses :
1. Le calcul du profit des sociétés minières ne tient pas compte des coûts sociaux et environnementaux
2. Des sociétés minières canadiennes soutiennent parfois des dictateurs pour avoir accès à des gisements
3. Des sociétés minières canadiennes financent des guerres civiles pour accéder à des gisements
4. La Bourse de Toronto ne garde aucune trace des causes concrètes de la croissance de la valeur des titres des sociétés minières
5. L’Agence canadienne de développement international finance des projets dévastateurs pour l’environnement et les populations en Afrique
6. Le Canada n’est un « ami » de l’Afrique qu’en apparence

## Résumé

### Introduction: Le Canada dans la «Mafiafrique»
L'introduction pose les bases de l'argumentaire des auteur-es. Le Canada héberge les sociétés minières sous un système de bourse avantageux pour elles, les protège et les finance et ce, même si elles sont coupables d'abus. De plus, les banques soutiennent les minières canadiennes à la bourse de Toronto avec les placements de citoyens. Les auteures du livre demandent une commission d'enquête, dont les membres sont indépendants, pour faire le point sur les effets des investissements politiques, industriels et financiers en Afrique depuis une vingtaine d'années:7, 15.

### Thèse 1: Homicide et génocide involontaires
L'acquisition de la mine de Bulyanhulu en Tanzanie comporte un lourd passé gardé sous silence nous disent les auteur-es. Cette mine était exploitée artisanalement par des mineurs de la région au moment de la privatisation de celle-ci par le gouvernement tanzanien en 1994. La compagnie minière Sutton Ressources de Vancouver aurait joué le rôle d'éclaireur pour la compagnie Barrick Gold. Face à la résistance des mineurs artisanaux qui occupaient le site, les témoignages rapportent qu'ils auraient été enterrés vivant sous les ordres de la compagnie Sutton Ressources. Celle-ci a été rachetée par Barrick Gold peu de temps après. Il semblerais habituel pour Barrick Gold de laisser de plus petites entreprises minières faire l'acquisition de site et ensuite de les racheter afin de ne pas être mêlé directement aux meurtres de miniers Tanzaniens par exemple:18.
Au Mali, l'exploitation de la mine de Sadiola par la compagnie canadienne IamGold et AngloGold a causé des maladies graves causant la mort de populations locales. Leurs techniques d'exploitation a été pointé du doigt à maintes reprises dû au traitement du minerai à l'aide de cyanure qui a causé la mort de plusieurs personnes. Les populations ont été délocalisées et leur territoire rasé par l'industrie minière. Les minières y ont arraché tout l'or qu'elles pouvaient et ont laissé les populations locales gérer les dommages collatéraux. Le Canada n'est pas intervenu, autre que pour faciliter l’acquisition des sites miniers même s'il était conscient des conséquences de ces exploitations. Le FMI, La Banque Mondiale et l'ACDI sont aussi complices.

### Thèse 2: Contrats léonins au Congo Kinshasa
En 1996, le Canada a profité de l'instabilité politique du Zaïre et financé, armé et encadré Laurent-Désiré Kabila, afin de destituer Joseph Mobutu. Les compagnies minières canadiennes et occidentales voulant avoir accès au territoire congolais ont fait des ententes avec Laurent-Désiré Kabila avant que celui-ci ne soit président. En échange d'aide économique et militaire, les compagnies minières ont eu accès à des « contrats léonins »:51. La première guerre du Congo résultera de la prise de pouvoir de Kabila soutenue par l'America Mineral Fields International (AMFI).
Dans les mêmes circonstances, Kabila donnera accès à Lundin mining corporation l'accès à la plus grande réserve de cuivre et de cobalt du Congo:64,65. L'État qui partageait la possession des gisements se verra peu à peu dépossédé de son sol et se retrouvera dans une situation où les ressources minières sont contrôlées par des compagnies privées. La corruption ainsi que les pressions internationales ont comme conséquence directe de donner au rabais le sol congolais aux compagnies extractivistes dont plusieurs sont canadiennes. Les populations sont victimes de guerres civiles, de maladies et de déplacements forcés au profit des intérêts du futur président Kabila et de ses actionnaires.
En 2004, l'entreprise australienne Anvil Mining enregistrée au Canada a été prise dans une controverse entourant des opposants à l'extraction d'une de leurs mines au Congo ; « Les soldats se sont livrés à un saccage sans distinction aucune, à des arrestations arbitraires et exécutions sommaires des rebelles suspectés et de ceux qui les soutiennent, violant des femmes, et soumettant les prisonniers à la torture et à la bastonnade »:71 Kinross Gold, compagnie Ontarienne est également impliquée dans cas d'abus rapportés à plusieurs reprises par des ONG. Le magnat israélien du diamant Dan Gertler, a également financé et armé massivement Laurent-Désiré Kabila pendant la guerre civile:84.

### Thèse 3: Un Canada sur tous les tableaux dans les Grands Lac africains
« Le contexte historique du Congo oriental — ses champs de bataille jonchés de cadavres, ses viols quotidiens, ses enfants drogués et enrôlés de force, ses villages pulvérisés au titre de « conquêtes », ses hôpitaux renversés sans gloire et la psychologie des peuples pervertie complètement — ne s'explique ni par la barbarie fondamentale des uns, ni par l'idéologie raciale des autres. Des sociétés cotées en Bourse au Canada ont financé ou armé, alternativement ou simultanément, les forces étatiques et les mouvements rebelles, exacerbé ces tensions, attisé ces conflits et provoqué ces escalades pour diviser le pays de façon à en contrôler durablement les ressources. »:108
La deuxième guerre du Congo dans les Grands Lac africains est financé par les minières et pétrolières canadiennes. Celles-ci ont été victimes d'un président moins docile qu'elles ne le croyait. Celui-ci a fait des ententes avec des compagnies Sud-Africaines et d'autres compagnies canadiennes afin de faire rentrer plus de capitaux au Congo. Le mouvement de libération du Congo et le rassemblement congolais pour la démocratie s'organisant contre le président on eut de l'aide économique par les compagnies canadiennes faisant partie de l'AMFI ainsi Barrick Gold, George Bush et Brian Mulroney qui continue la conquête du Congo.

### Thèse 4: Le judiciaire comme paradis Judiciaire des sociétés minières et pétrolière
La spéculation est un élément essentiel pour les entreprises minières. La bourse de Vancouver et la bourse de Toronto offrent des marchés « archispéculatif » favorisant les placements douteux pour les juniors. C'est-à-dire les compagnies minières qui n'ont pas les capitaux nécessaires pour les phases d'exploration. Grâce à la spéculation, ces compagnies convainquent les marchés internationaux (banques canadiennes) que les explorations seront prometteuses, ce qui favorise les investissements dans leurs compagnies et leur permettent l'exploration. Durant ces phases, la résistance des peuples est tenace et les compagnies sont prises dans des cas d'abus11. Ensuite, elles sont rachetées par des plus grandes compagnies major, comme Barrick Gold. Les profits engendrés sont alors redistribué aux investisseurs dont les aux banques. Les profits générés par les REER et les fonds de retraite par exemple, peuvent provenir directement de l'industrie minière. C'est donc en ce sens que le gouvernement canadien met en place des mesures facilitant l'enregistrement des compagnies minières aux bourses canadiennes et stipule que les investissements canadiens à l'étranger sont profitables pour l'économie nationale. « Les fonds de retraite, Régimes enregistrés d'épargne retraite (REER) et placements privés de petits joueurs ainsi que les sommes investies par des fonds publics tels que la Caisse de dépôt et placement du Québec permettent à la diplomatie canadienne de forcer les liens de solidarité entre tous les Canadiens et les sociétés minières, exactement comme si le public canadien était ouvertement consentant à ce que le bien public fasse ainsi l'objet d'une capitalisation privée »:172.
Le Canada est un flou juridique pour les compagnies minières. Il n'y a aucune législation qui encadre leurs agissements, techniques de développement, protection de l'environnement, crimes de guerres, corruption, massacres etc. Ce qui crée un climat très favorable afin qu'elles s'enregistrent à la bourse de Toronto comme compagnies minières. Elles n'ont donc aucune restriction et compte à rendre. En raison de la relation économique très importante entre celles-ci et le Canada, celui-ci défend internationalement ces compagnies et use de pressions diplomatiques entre autres en Afrique et en Amérique Latine afin qu'elles puissent exploiter les sols. Peu importe si elles sont impliquées dans des crimes atroces comme en Tanzanie. Donc d'une part, des ententes entre gouvernements et d'autre part, des compagnies privées qui exploitent les sols sans restrictions. De plus, le Canada entretient depuis les années 1980 des couloirs de paradis fiscaux avec la Barbade et en convoite d'autres (îles turques et caicos) ce qui est très avantageux pour les compagnies minières:187.

### Thèse 5: L'Agence canadienne de développement international: cache-sexe pour éléphants blancs
La compagnie Canadienne Acre a été accusée de corruption par la cour de Lesotho, une première en termes de poursuite. La compagnie engagée par la Banque Mondiale et financée par l'ACDI était impliquée dans la construction d'un barrage qui eut des effets dévastateurs pour l'environnement et les populations locales. La compagnie a du versé la maigre somme de 1.5 Millions et Sole, son président a eu une sentence de prison. Ce qui n'empêchera pas la compagnie d'être active et de continuer ses projets. Ceux-ci, financés en partie par des fonds publics canadiens. Le gouvernement Canadien a su protéger Acre sur la scène internationale. Jean Chrétien en 2003, aurait dit que la corruption c'est la culture des autres pays14. Alors que plusieurs preuves démontrent l'implication du gouvernement et de la compagnie Acre dans des cas d'abus et de corruption financiers et environnementaux.
« L' ACDI a financé à hauteur de 46 millions $CAN la construction de deux barrages en Afrique de l'Ouest, dont auront essentiellement profité à Dessau, Hydro-Québec International, Roche International, SNC-Shawinigan, Sulzer Canada et Tecsult.15 » Ce barrage a été construit dans un contexte de sécheresse où Sénégalais et Mauritaniens avaient un besoin intense d'eau. Les gouvernements ont choisi de faire un barrage hydro-électrique alors que la population réclamaient un accès à l'eau. Ce qui déclencha une guerre civile entre agriculteurs sénégalais et mauritaniens qui auparavant avaient une entente quant au partage de l'eau. 250 000 personnes ont dû fuir leur région.

### Thèse 6: L'Ami de l'Afrique
Le Canada entretient une réputation d'ami avec l'Afrique alors qu'en réalité, cette relation est orientée afin d'assurer l'exploitation des sols par les entreprises canadiennes. Plusieurs stratégies ont été mises en place par le gouvernement canadien, en partenariat avec la Banque Mondiale, le fonds monétaire international et l'ONU afin de promouvoir les intérêts occidentaux.
Au tournant des années 1990 et 2000, le gouvernement canadien a usé de tactiques diplomatiques afin d'apporter le concept de « sécurité humaine » à l'ONU afin de remplacer le terme « développement ». Cette proposition s'inscrit dans une logique capitaliste libérale d'individualisation et de lutte contre la violence.
"Il résume une approche voulant que l'État ne soit plus le principal garant de la sécurité de ses citoyens, maïs que le soit également un conglomérat d'institutions privées, allant de la Banque mondiale et du Fonds monétaire international, qui s'accordent de fait un droit de regard sur les activités des gouvernements, jusqu'à une pléthore d'organisations « non gouvernementales » émergeant de la « société civile », laquelle est souvent largement financée par les États du Nord et représente des intérêts de tout acabit, par exemple des lobbies d'armement"16. Cette proposition constitue une « politique d'ingérence » qui sera acceptée par les grandes instances. En parallèle, le ministre du Canada à l'époque, Jean Chrétien a fait de sa priorité la consolidation de l'armée au Congo afin de prévenir les violences des opposants à l'exploitation minière et au contrebandier de diamant. Ce qui propose de garantir le champ libre aux compagnies canadiennes sur le territoire. Ainsi, les instances non gouvernementales ONG, financées par l'État sont également financées selon cette logique. L'ACDI n'a plus comme mission le « développement » mais bien la « lutte contre la violence ». Jean chrétien a donc trouvé une manière d'intervenir en situation de conflit en Afrique sans qu'on lui reproche de le faire pour ses intérêts.
C'est le cas également de Partenariat Afrique Canada PAC une ONG qui s'est vu fiancé selon les intérêts propres du gouvernement canadien et des entreprises canadiennes. La sécurité du marché des diamants était son objectif, c'est-à-dire que l'ONG, en partenariat avec les pays exportateurs et importateurs de diamant se sont rencontrés afin de « certifier » leurs diamants, créant un monopole du « bon produit » cela a eu pour effet qu'elles n'ont pas cessé de financer les guerres avec le diamant mais plutôt à la faire de manière sécuritaire, caché derrière la certification du « bon produit ». Effet collatéral, les plus petits commerçants ont vu leur crédibilité chuter.
Cette image du Canada comme ami de l'Afrique est donc biaisée, celui-ci agit selon ses intérêts, énormes sont-ils vu le nombre de compagnies extractivistes canadiennes. En 2004, lorsqu'il n'était plus en poste, Jean Chrétien a même fait une tournée africaine, profitant de sa réputation d'ami de l'Afrique afin d'y faire du lobbying pour des compagnies extractivistes. (p.241)

## Prix
Les auteurs de Noir Canada ont reçu le prix Richard-Arès en 2008.

## Censure
Noir Canada a cessé d'être publié en 2010 à la suite de poursuites judiciaires intentées par les compagnies minières Barrick gold et Banro pour diffamation contre les auteur-es et la maison d'édition écosociété18. Le livre est cependant accessible sur le web. Alain Deneault et son équipe ont publié plusieurs autres ouvrages afin de rendre compte des réalités entourant l'implication canadienne dans l'industrie minière en Afrique. Dont, Imperial Canada Inc Legal haven of choice for the world's mining industries19 (2012)
Gouvernance : le management totalitaire20, (2013) Paradis sous terre: comment le Canada est devenu la plaque tournante de l'industrie minière mondiale21 (2016)
Le 11 juin 2008, Banro, société aurifère canadienne, dépose une plainte en Ontario contre les auteurs et leur maison d'édition pour 5 millions de dollars, plainte qui vient s'ajouter à celle déposée deux mois plus tôt par Barrick Gold à Montréal pour 6 millions de dollars contre les mêmes personnes, une forme de poursuite-bâillon que dénoncent les accusés22,23. Barrick Gold conteste entre autres les allégations entourant les circonstances de la vente de la mine de Bulyanhulu (Tanzanie) en 1996. Les auteurs y expliquent que les mineurs artisanaux de cette mine auraient été enterrés vivants par des bulldozers en août 1996 parce qu'ils occupaient la mine. La mine appartenait alors à la société canadienne Sutton Resources, qui l'a revendue à Barrick Gold en 199925.
L'Assemblée nationale du Québec vote alors la loi 9 qui interdit l'utilisation abusive des tribunaux au détriment de la liberté d'expression et la participation des citoyens au débat public, mais cette nouvelle disposition ne s'applique pas aux procédures déjà en cours de Barrick Gold, et ne s'appliquent pas aux poursuites lancées par Banro dans la juridiction d'Ontario.
Après 3 ans de guerre psychologique contre les auteurs et leur maison d'édition, les parties opposées trouvent un accord en octobre 2011. La plainte est abandonnée, contre quoi les auteurs retirent le livre Noir Canada de la vente, et ce malgré le soutien de 12 000 citoyens, 500 professeurs universitaires, de plusieurs dizaines de juristes et de 60 maisons d'éditions[citation nécessaire]. Les accusés ont également accepté de verser à Barrick Gold une compensation financière qui n'a pas été communiquée. Les auteurs ont également reconnu qu'ils n'avaient aucun argument pour justifier l'implication de Barrick Gold dans les conflits au Congo. La décision des auteurs et de leur maison d'édition est d'ordre financier, ces derniers ne pouvant assumer les coûts colossaux liés aux procès28.
À la suite de cet accord, le livre interdit s'est retrouvé hébergé en intégralité sur plusieurs sites web indépendants, le rendant ainsi accessible à tous gratuitement.
En avril 2016, le secrétaire parlementaire du ministre de l'Innovation, des Sciences et du Développement économique Greg Fergus fait un aveu à mi-voix de la véracité des faits dénoncés dans le livre : « Il y a vingt ans, il y avait un problème. Maintenant, 60 % des entreprises minières canadiennes ont des affaires à l'extérieur du pays et 100 % de ces compagnies-là sont redevables à la TSX de la bourse. Elles sont assujetties aux lois canadiennes. Il y a eu tout un changement et nous sommes chefs de file en ce qui concerne les procédés durables et les pratiques qui sont plutôt saines »29.
Filmographie
En février 2013, le cinéaste canadien Julien Fréchette sort le documentaire Le prix des mots, dans lequel l'auteur retrace le suivi de l'affaire depuis son début en 2008.